# 25745 Schimmelpenninck
25745 Schimmelpenninck è un asteroide della fascia principale. Scoperto nel 2000, presenta un'orbita caratterizzata da un semiasse maggiore pari a 3,0205558 UA e da un'eccentricità di 0,0328076, inclinata di 11,42585° rispetto all'eclittica.